# Saint-Imoges
Saint-Imoges ist eine französische Gemeinde mit 331 Einwohnern (Stand: 1. Januar 2022) im Département Marne in der Region Grand Est. Sie gehört zum Arrondissement Épernay und zum Kanton Épernay-1. Die Einwohner werden Saint-Imogiens genannt.

## Geographie
In Saint-Imoges entspringt der Fluss Ardre. Umgeben wird Saint-Imoges von den Nachbargemeinden Sermiers im Norden, Germaine im Osten, Mutigny im Südosten, Champillon im Süden, Hautvillers im Südwesten sowie Nanteuil-la-Forêt im Westen und Nordwesten.

## Bevölkerungsentwicklung
| Jahr                       | 1962 | 1968 | 1975 | 1982 | 1990 | 1999 | 2006 | 2012 | 2018 |
| Einwohner                  | 184  | 180  | 180  | 257  | 273  | 241  | 266  | 294  | 319  |
| Quellen: Cassini und INSEE |      |      |      |      |      |      |      |      |      |

## Sehenswürdigkeiten
- romanische Kirche Notre-Dame-du-Chêne
- französischer und britischer Militärfriedhof (Erster Weltkrieg)

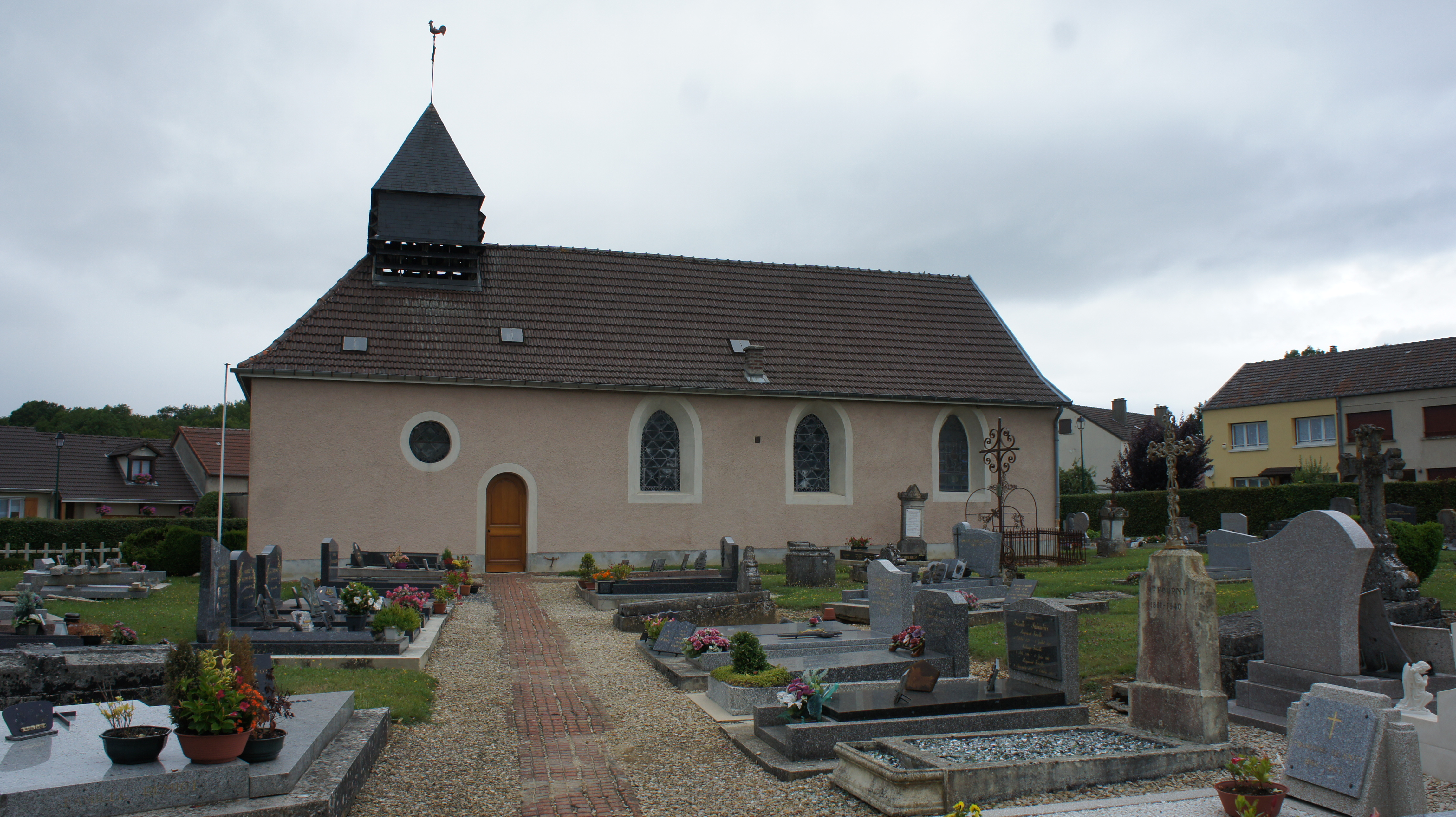
Kirche Notre-Dame-du-Chêne